# Bữa lỡ

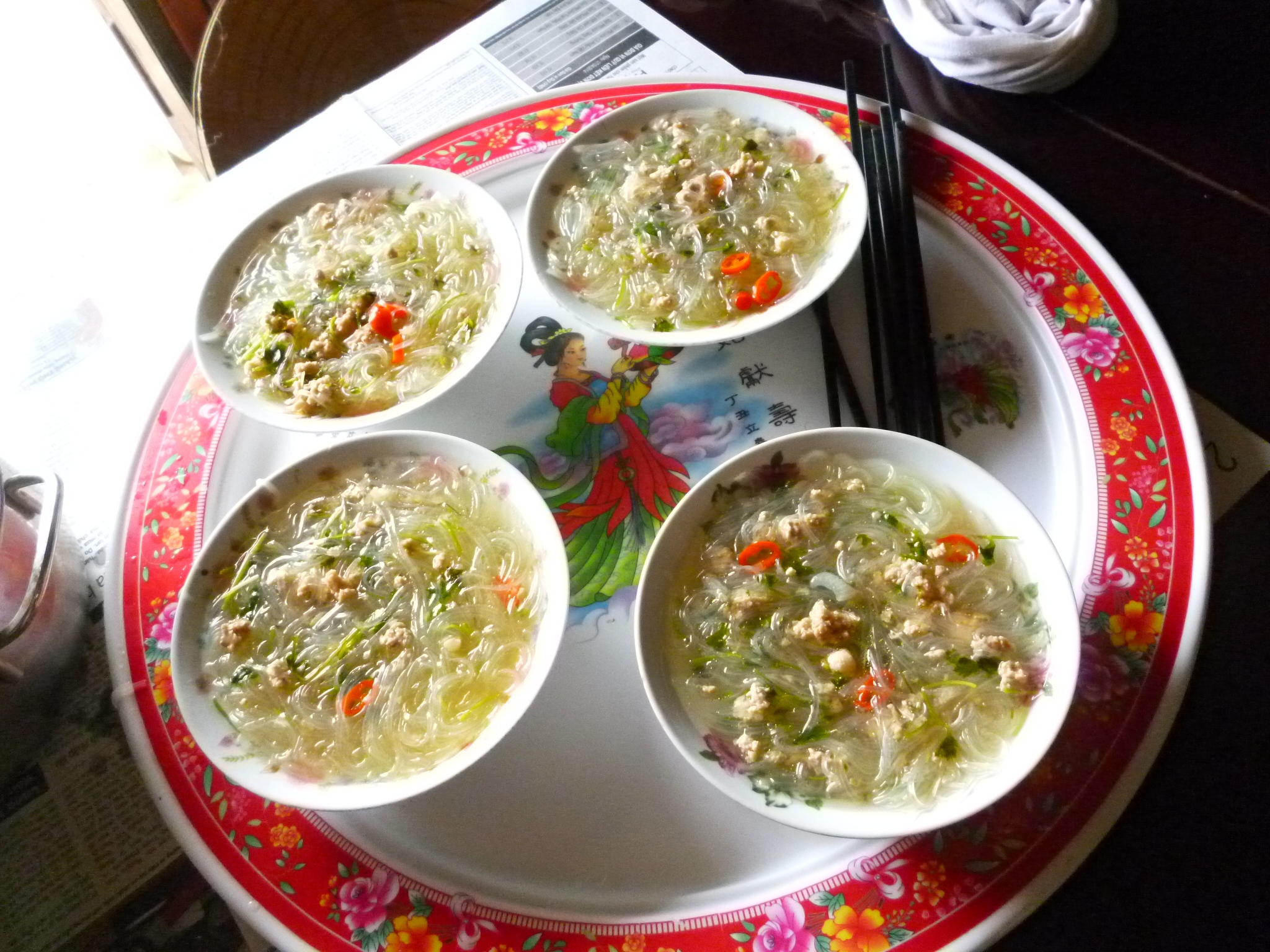
Một mâm thức ăn bồi dưỡng cho công nhân lao động ở Việt Nam

Bữa lỡ là một danh từ chỉ những bữa ăn giữa chừng nhằm bồi bổ cho người ăn lấy lại sức để tiếp tục công việc trong ngày một cách hiệu quả hơn. Và thông thường, ở Việt Nam, bữa lỡ chỉ dành cho người lao động chân tay, nhất là lao động trong nông nghiệp và trong xây dựng (đặc biệt là người chủ nhà thường cho những người thợ xây, thợ nề ăn bữa lỡ để bồi dưỡng). Ngày nay, bữa lỡ không chỉ dành cho giới lao động chân tay mà đã lan sang cả giới công chức, dân văn phòng.

## Thành phần
Chuyện ăn bữa lỡ cũng sinh ra từ lao động nông nghiệp. Người ta đổ sức trên ruộng đồng, quá chiều nửa bữa cần bồi bổ thêm năng lượng, một bát cơm nguội với nhúm muối mè hay vài khúc cá kho bới theo trong cà-mèn cũng có thể gọi là bữa lỡ truyền thống của nhà nông xưa. Có nhà, cơm nguội thừa sau mỗi bữa ăn được phơi trên chái tranh, đem đóng gói, cất giữ, lường tháng mưa bão, thất bát thì lại lấy "lương khô" ra, rang với đường ăn qua bữa, từ đó, thành thói quen ăn bữa lỡ.
Ngày nay thì thực đơn bữa lỡ rất đa dạng và phong phú hơn với các loại bánh bèo, bánh nậm, bánh bột lọc, bánh canh, bánh khoái, cháo vịt, cháo gà, cháo lươn ... Đáng nói hơn nữa là cái bữa lỡ cũng cầu kỳ hơn với chai bia, đĩa mồi đi kèm. Ở Huế, thức ăn dành cho bữa lỡ là các loại bánh  trong đó, bánh ướt là một món ăn bữa lỡ bình dân, thanh cảnh của người Huế. Bánh được chế biến bằng bột gạo, hình tròn, mỏng, có bán sẵn ở chợ.